# Raúl Servín
Raúl Servín (29 de abril de 1961) é um ex-futebolista mexicano que competiu na Copa do Mundo FIFA de 1986.